# Speyeria juba
Speyeria juba är en fjärilsart som beskrevs av Jean Baptiste Boisduval 1869. Speyeria juba ingår i släktet Speyeria och familjen praktfjärilar. Inga underarter finns listade i Catalogue of Life.